# Татищевский район
Тати́щевский район — административно-территориальная единица (район) и муниципальное образование (муниципальный район) в Саратовской области России.
Административный центр — рабочий посёлок (посёлок городского типа) Татищево.

## География
Район расположен в центре Правобережья, северо-западнее Саратова, на приволжской возвышенности. Характерен пересечённый рельеф, значительная лесистость. Вдоль железной дороги дачные массивы. Среднегодовое количество осадков составляет 375-360 мм. в год.
Райцентр Татищево (до 1965 года село) расположен на берегу реки Идолга, левом притоке Медведицы. В южной части района располагается не входящий в его состав посёлок Светлый, являющийся закрытым административно-территориальным образованием.
Протяжённость автодорог общего пользования с твёрдым покрытием — 242 км.

## История
Татищевский район образован 23 июля 1928 года в составе Саратовского округа Нижне-Волжского края.
С 1934 года район в составе Саратовского края, с 1936 года — в Саратовской области.
10 июня 1959 года в состав района включена часть территории упразднённого Вязовского района, а 19 мая 1960 года — часть территории упразднённого Широко-Карамышского района.
В 1963 году район был упразднён и в 1965 году восстановлен.

## Население
| 1939    | 1959    | 1970    | 1979    | 1989    | 2002    | 2009    |
| ------- | ------- | ------- | ------- | ------- | ------- | ------- |
| 27 786  | ↗31 817 | ↗34 306 | ↗35 634 | ↗36 689 | ↘29 506 | ↘28 285 |
| 2010    | 2011    | 2012    | 2013    | 2014    | 2015    | 2016    |
| ↗28 405 | ↗28 464 | ↗28 687 | ↘28 671 | ↗28 676 | ↗28 889 | ↗29 309 |
| 2017    | 2018    | 2019    | 2020    | 2021    |         |         |
| ↗29 504 | ↘29 396 | ↘29 149 | ↘28 968 | ↘28 258 |         |         |

### Урбанизация
В городских условиях (рабочий посёлок Татищево) проживают  25,6 % населения района.

## Муниципальное устройство
В Татищевский муниципальный район входят 7 муниципальных образований, в том числе 1 городское поселение и 6 сельских поселений:
| №        | Муниципальное образование                  | Административный центр   | Количество населённых пунктов | Население | Площадь, км2 |
| -------- | ------------------------------------------ | ------------------------ | ----------------------------- | --------- | ------------ |
| 1e-06    | Городское поселение:                       |                          |                               |           |              |
| 1        | Татищевское муниципальное образование      | рабочий посёлок Татищево | 1                             | 7498      | 59,16        |
| 1.000002 | Сельские поселения:                        |                          |                               |           |              |
| 2        | Вязовское муниципальное образование        | село Вязовка             | 17                            | ↘4985     | 541,65       |
| 3        | Идолгское муниципальное образование        | село Идолга              | 8                             | ↘3079     | 404,62       |
| 4        | Октябрьское муниципальное образование      | село Октябрьский Городок | 8                             | ↘3514     | 379,31       |
| 5        | Садовское муниципальное образование        | посёлок Садовый          | 8                             | ↘1654     | 74,08        |
| 6        | Сторожевское муниципальное образование     | село Сторожевка          | 10                            | ↘5307     | 223,59       |
| 7        | Ягодно-Полянское муниципальное образование | село Ягодная Поляна      | 5                             | ↘2484     | 394,69       |

В рамках организации местного самоуправления в 2005 году в муниципальном районе были созданы 1 городское и 10 сельских поселений. В 2013 году из них были упразднены следующие муниципальные образования: Большеивановское (включено в Ягодно-Полянское), Карамышское (включено в Октябрьское), Мизино-Лапшиновское (включено в Вязовское), Широкинское (включено в Идолгское). К 1 января 2025 года упраздняется Сторожевское муниципальное образование путём включения в городской округ города Саратова.

## Населённые пункты
В Татищевском районе 57 населённых пунктов, в том числе 1 городской (рабочий посёлок) и 56 сельских.
| №  | Населённый пункт           | Тип                     | Население | Муниципальное образование |
| -- | -------------------------- | ----------------------- | --------- | ------------------------- |
| 1  | Агаревка                   | село                    | 7         | Вязовское                 |
| 2  | Беседка                    | хутор                   | 4         | Вязовское                 |
| 3  | Большая Ивановка           | село                    | ↗706      | Ягодно-Полянское          |
| 4  | Большая Каменка            | село                    | ↘536      | Идолгское                 |
| 5  | Большая Федоровка          | село                    | ↘425      | Ягодно-Полянское          |
| 6  | Бурловино                  | хутор                   | 1         | Вязовское                 |
| 7  | Вязовка                    | село                    | ↘2207     | Вязовское                 |
| 8  | Гартовка                   | село                    | 0         | Вязовское                 |
| 9  | Глядковка                  | село                    | 9         | Идолгское                 |
| 10 | Губаревка                  | деревня                 | 19        | Вязовское                 |
| 11 | Докторовка                 | деревня                 | 20        | Сторожевское              |
| 12 | Елшанка                    | деревня                 | 12        | Садовское                 |
| 13 | Зеленкино                  | деревня                 | 68        | Сторожевское              |
| 14 | Идолга                     | село                    | ↗1049     | Идолгское                 |
| 15 | Ильиновка                  | деревня                 | ↗222      | Сторожевское              |
| 16 | Каменский                  | посёлок                 | 5         | Сторожевское              |
| 17 | Карамышка                  | село                    | ↘420      | Октябрьское               |
| 18 | Карякино                   | село                    | ↘301      | Октябрьское               |
| 19 | Козий Лоб                  | хутор                   | 1         | Вязовское                 |
| 20 | Кологривовка               | село                    | →86       | Садовское                 |
| 21 | Кологривовка               | станция                 | ↘415      | Садовское                 |
| 22 | Кологривовское лесничество | посёлок                 | 1         | Садовское                 |
| 23 | Коминтерн                  | посёлок                 | ↘379      | Садовское                 |
| 24 | Константиновка             | деревня                 | ↘97       | Октябрьское               |
| 25 | Корсаковка                 | село                    | ↗270      | Вязовское                 |
| 26 | Кривопавловка              | деревня                 | 13        | Вязовское                 |
| 27 | Кувыка                     | село                    | ↘659      | Октябрьское               |
| 28 | Куликовка                  | село                    | ↘303      | Октябрьское               |
| 29 | Курдюм                     | село                    | ↗633      | Сторожевское              |
| 30 | Курдюм                     | станция                 | ↘690      | Сторожевское              |
| 31 | Македоновка                | деревня                 | ↘243      | Идолгское                 |
| 32 | Мизино-Лапшиновка          | село                    | ↗1029     | Вязовское                 |
| 33 | Нееловка                   | село                    | ↘317      | Вязовское                 |
| 34 | Никольский                 | железнодорожный разъезд | 37        | Садовское                 |
| 35 | Новая Тепловка             | деревня                 | 47        | Октябрьское               |
| 36 | Новополье                  | село                    | 65        | Идолгское                 |
| 37 | Новоскатовка               | село                    | ↘26       | Ягодно-Полянское          |
| 38 | Октябрьский Городок        | село                    | ↘1636     | Октябрьское               |
| 39 | Первомайская               | деревня                 | 3         | Вязовское                 |
| 40 | Петров                     | хутор                   |           | Идолгское                 |
| 41 | Полчаниновка               | село                    | ↘346      | Ягодно-Полянское          |
| 42 | Поляков                    | хутор                   | 5         | Сторожевское              |
| 43 | Полянское                  | деревня                 | ↘342      | Садовское                 |
| 44 | Садовый                    | посёлок                 | ↘497      | Садовское                 |
| 45 | Слепцовка                  | село                    | ↘327      | Идолгское                 |
| 46 | Сокур                      | село                    | ↘776      | Вязовское                 |
| 47 | Сторожевка                 | село                    | ↘3276     | Сторожевское              |
| 48 | Татищево                   | рабочий посёлок         | ↘7235     | Татищевское               |
| 49 | Тимирязевский              | посёлок                 | ↘169      | Октябрьское               |
| 50 | Труд                       | посёлок                 | 29        | Сторожевское              |
| 51 | Федуловка                  | деревня                 | 2         | Вязовское                 |
| 52 | Хлебновка                  | деревня                 | ↘157      | Вязовское                 |
| 53 | Ченыкаевка                 | деревня                 | 12        | Вязовское                 |
| 54 | Шевыревка                  | деревня                 | 67        | Сторожевское              |
| 55 | Широкое                    | село                    | ↗836      | Идолгское                 |
| 56 | Шлыковка                   | деревня                 | 15        | Вязовское                 |
| 57 | Ягодная Поляна             | село                    | ↘954      | Ягодно-Полянское          |

К 1 января 2025 года все населённые пункты упраздняемого Сторожевского муниципального образования включаются в городской округ города Саратова.

## Органы местного самоуправления
Муниципальное Собрание — представительный орган местного самоуправления. Глава муниципального района — Новикова Алефтина Сергеевна.
Администрация Татищевского муниципального района — исполнительный орган местного самоуправления. Глава администрации района — Александр Владимирович Мордвинцев (врио).

## Экономика
Сельское хозяйство пригородного типа. Основная продукция молоко, мясо птицы, овощи. Главные отрасли промышленности — производство строительных материалов (сборный железобетон, пиломатериалы, товарный бетон, стеновой материал) и пищевые продукты (хлебобулочные изделия, мясо, молочная продукция, колбасные изделия, кондитерский изделия).

## Средства массовой информации
В районе выходит газета «Сельская жизнь», являющаяся официальным органом Татищевского муниципального образования. У газеты есть свой сайт в сети Интернет — «Сельская жизнь», на котором выходят последние новости района.

## Достопримечательности
Основные памятники истории, культуры и природы: Большеивановский приусадебный парк, Вязовская вековая дубрава, Вязовский черноольшаник, храм Покрова Пресвятой Богородицы 1902 года в Сокуре, Губаревская усадьба дворян Шахматовых — мемориал крупнейшего лингвиста академика А. А. Шахматова, в селе Полчаниновка — усадьба, принадлежавшая известному саратовскому краеведу, историку и этнографу А. Н. Минху, заказник «Побочинская дача».
В Татищевском районе базируется Таманская ракетная дивизия Ракетных войск стратегического назначения. В 2 км северо-западнее посёлка Татищево находится одноимённый военный аэродром.
- У с. Курдюм находится золотоордынское городище, исследованное в 1915 г. А. А. Коротковым. На поселении найдены фрагменты золотоордынской керамики, дирхем укекской чеканки (такие монеты выпускались между 1266 и 1322 годами) и венчик древнерусского сосуда.

## Известные уроженцы
- Васильев, Владимир Андреевич (1925—1945) — советский военный деятель, лейтенант, Герой Советского Союза (1945).
- Григорьев, Дмитрий Яковлевич (1897—1970) — советский военный деятель, Генерал-майор (1942).
- Евтеев, Иван Алексеевич (1918—1944) — советский военный деятель, краснофлотец, Герой Советского Союза (1945).
- Князевская, Ольга Александровна (1920—2011) — российский филолог, археограф и специалист по истории книги.
- Коннов, Василий Дмитриевич (1913—1945) — советский военный деятель, капитан, Герой Советского Союза (1944).
- Мясников, Евгений Александрович (1920—1991) — Герой Советского Союза (1945), полковник (1957), военный лётчик 1-го класса (1959).
- Лапшёв, Анатолий Алексеевич (1924—1945) — лейтенант, Герой Советского Союза (1945).
- Передреев, Анатолий Константинович (1932—1987) — русский поэт, переводчик.
- Пономарёв, Пётр Тихонович (1924—1943) — советский военнослужащий. Герой Советского Союза (1944, посмертно). Гвардии красноармеец.
- Пресняков, Иван Васильевич (1916—1988) — советский военный деятель, Лейтенант. Герой Советского Союза (1944).
- Путилин, Николай Георгиевич (род. 1954) — советский и российский оперный певец, народный артист Татарской АССР (1986) и России (2003).
- Семихатов, Николай Александрович (1918—2002) — советский инженер-конструктор и учёный. Академик Академии наук СССР.
- Ульянов, Пётр Лаврентьевич (1928—2006) — советский и российский математик, член-корреспондент АН СССР и академик РАН, профессор.
- Хохлачёв, Василий Фёдорович (1918—1983) — советский военный деятель, Генерал-лейтенант авиации, Герой Советского Союза.
- Фомичёв, Василий Осипович (1924—1992) — русский художник-реалист, живописец, пейзажист.